# Ysidro Alexis
Ysidro Alexis Sine (ur. 3 stycznia 1989) – dominikański zapaśnik walczący w stylu wolnym. Zajął czternaste miejsce na mistrzostwach panamerykańskich w 2011. Wicemistrz igrzysk Ameryki Środkowej i Karaibów w 2010. Piąty na igrzyskach boliwaryjskich w 2013 roku.